# ۳۹ دلو
۳۹ دلو یک ستاره است که در صورت فلکی دلو قرار دارد.